# Scutellonema christiei
Scutellonema christiei är en rundmaskart. Scutellonema christiei ingår i släktet Scutellonema och familjen Hoplolaimidae. Inga underarter finns listade i Catalogue of Life.